# Mojo (Ringinarum)
Mojo is een bestuurslaag in het regentschap Kendal van de provincie Midden-Java, Indonesië. Mojo telt 2155 inwoners (volkstelling 2010).